# Popești-Leordeni
Popești-Leordeni ist eine Stadt im Kreis Ilfov in Rumänien.

## Lage
Popești-Leordeni liegt in der Walachischen Tiefebene, unmittelbar am südöstlichen Stadtrand von Bukarest. Das Zentrum der rumänischen Hauptstadt befindet sich in etwa 8 km Entfernung.

## Geschichte
Die heutige Stadt entstand aus drei Dörfern: Popești-Conduratu (oder Pavlicheni), Popești-Români und Leordeni. Sie wurden 1530 erstmals urkundlich erwähnt. 1828 – während des Russisch-Türkischen Krieges – wurden auf dem Gebiet der Gemeinde römisch-katholische Gläubige aus dem Gebiet von Nikopol (Bulgarien) angesiedelt.
Die wichtigsten Wirtschaftszweige sind die Textil- und die Lebensmittelindustrie sowie Handel und Gewerbe. Viele Einwohner pendeln zur Arbeit nach Bukarest.

## Bevölkerung
Bei der Volkszählung 2002 lebten in Popești-Leordeni 15.115 Personen, darunter 14.915 Rumänen, 164 Roma und 12 Ungarn.

## Verkehr
Popești-Leordeni verfügt über keinen Bahnanschluss. Die Stadt liegt an der Nationalstraße 4 von Bukarest nach Oltenița. Sie ist über Buslinien an das ÖPNV-System Bukarests angeschlossen.

## Sehenswürdigkeiten
- Orthodoxe Kirche Vintilă Vodă (17. Jahrhundert)
- Römisch-katholische Kirche (19. Jahrhundert)